# Реймон Гуталс
Реймон Гуталс (на френски: Raymond Goethals) е белгийски футболист и футболен треньор.

## Биография
Реймон Гуталс е роден на 7 октомври 1921 година във Форе, една от общините, съставляващи Брюксел. Започва да играе футбол от ранна възраст, като вратар в поредица брюкселски отбори до 1957 година, когато става треньор. Ръководи различни белгийски отбори, а през 1966 година довежда отбора на Синт Тройден до второ място в белгийското първенство, след което става помощник-треньор на националния отбор. От 1968 до 1976 година е треньор на националния отбор, като най-големият му успех е трето място на европейското първенство през 1972 година.
След като напуска националния отбор Гуталс става треньор на РСК Андерлехт, който през 1977 година достига до финала, а през следващата година печели Купата на носителите на купи. След това ръководи ФК Бордо (1979 – 1980), Сао Пауло Футебол Клубе (1980 – 1981) и Стандард Лиеж (1981 – 1984), които през 1982 и 1983 година стават шампиони на Белгия.
През 1984 година Реймон Гуталс е уличен в уреждане на мачове и е принуден да напусне Стандард Лиеж и за един сезон е треньор на Витория Гимараеш. През 1988 – 1987 година се връща в Белгия и успява да вкара в първа дивизия отбора Расинг Жет дьо Брюсел. През 1988 – 1989 година отново е начело на Андерлехт, които печелят на два пъти купата на Белгия, а през следващия сезон е треньор на Бордо, които завършват втори във френското първенство.
През 1991 – 1993 година Гуталс е треньор на Олимпик Марсилия, които през 1993 година печелят Шампионската лига и стават първият френски отбор с такъв успех. След кратък престой в Андерлехт през 1995 година, той се оттегля от активна дейност.
Реймон Гуталс умира на 6 декември 2004 г.